# Leomil, Mido, Senouras e Aldeia Nova
Leomil, Mido, Senouras e Aldeia Nova (llamada oficialmente União das Freguesias de Leomil, Mido, Senouras e Aldeia Nova) es una freguesia portuguesa del municipio de Almeida, distrito de Guarda.

## Historia
Fue creada el 28 de enero de 2013 en aplicación de una resolución de la Asamblea de la República de Portugal promulgada el 16 de enero de 2013 con la unión de las freguesias de Aldeia Nova, Leomil, Mido y Senouras, pasando su sede a estar situada en la antigua freguesia de Mido.

## Demografía
| Gráfica de evolución demográfica de Leomil, Mido, Senouras e Aldeia Nova entre 2011 y 2021 |
|                                                                                            |
| Datos según el nomenclátor publicado por el INE portugués.                                 |